# TSG Haßloch
Die TSG Haßloch (Turn- und Sportgemeinde Haßloch e. V. Vorläuferverein Sportgemeinde Haßloch) wurde 1951 aus verschiedenen Vorgängervereinigungen gegründet. Bekannt geworden ist die TSG Haßloch vor allem durch die Erfolge ihrer Handballer und Gewichtheber.
Darüber hinaus brachte die TSG Haßloch mehrere Deutsche Meister in verschiedenen Disziplinen hervor.

## Geschichte
Vorläufer der TSG Haßloch waren der am 13. August 1880 gegründete Turnverein 1880 Haßloch, der am 2. März 1895 gegründete Athletenclub 1895 Haßloch, die Turngesellschaft 1905 Haßloch, sowie der FC Germania Haßloch 1908. Am 4. April 1936 wurden diese Vereine zusammen mit weiteren Sportvereinen zur Ortsgruppe Haßloch/Pfalz des Deutschen Reiches für Leibesübungen zusammengeschlossen. Am 19. März 1938 erfolgte die Umbenennung in VfL 1880 Haßloch. Nach Ende des Zweiten Weltkrieges erfolgte am 1. April 1946 unter dem Namen Sportgemeinde Haßloch die Neugründung des Vereins, welcher sich 1951 in den heute bestehenden Namen umbenannte. 1965 lösten sich die Fußballer wieder und gründeten mit dem 1. FC 08 Haßloch einen eigenen Verein.

## Abteilungen

### Aikido
Seit 1995 bietet die TSG Haßloch die Sportart Aikido an. Die ersten Leiter waren Klaus Günther und Willi Steinmüller.
Die Abteilung Aikido war anfangs den Sportkeglern angegliedert, was dann in eine Mitgliedschaft bei der Ringerabteilung geändert wurde. Einige Jahre später wurde Aikido dann als eigenständige Abteilung geführt.

### Badminton
1986 wurde die Abteilung Badminton von Birgit und Klaus Jochum gegründet. Sie wurde ein fester Bestandteil der TSG Haßloch und brachte durch gute Jugendarbeit Spieler bis in die Bundesliga hervor. Sie konnte drei Mannschaften stellen, die bis in die Badminton Verbandsklasse vorrücken konnte.

### Gewichtheben
Die Abteilung Gewichtheben der TSG Haßloch ist aus dem Athletenclub Hassloch 1895 hervorgegangen. Zu Zeiten Kaiser Wilhelm II. wurden in diesem Verein die schwerathletischen Sportarten Ringen und Gewichtheben ausgeübt. Daneben wurden jedoch auch weitere, heute nicht mehr populäre Sportarten ausgeübt wie Steinstoßen, Tauziehen oder Kunstkraftsport. In den Jahren 1905 und 1906 wurde jeweils die erste Ringermatte und erste Scheiben- oder Langhantel angeschafft.
Der Gründungsverein erlebte in der Zeit bis 1951 eine wechselvolle Geschichte, bedingt durch die Einflüsse des dritten Reiches und der beiden Weltkriege. In der Folgezeit in der Turn- und Sportgemeinde integriert und ab 1965 dort als eigenständige Abteilung geführt, erlebte das Gewichtheben einen Aufschwung, der die Mannschaft bis in die erste Bundesliga führte. Dabei wurden einige Pfalz- und Deutsche Meister hervorgebracht.
In den 1970er, 1980er und 1990er Jahren war einerseits eine Verjüngung des Kaders zu beobachten und andererseits hatte sich die Situation der Gewichtheber durch den Neubau des TSG-Sportzentrums erheblich verbessert.
Auf dieser Basis war es möglich etwa einen WM-Test der A-Nationalmannschaft, Gesamtdeutsche Jugend-Mannschaftsmeisterschaften, den Baltic Cup 1991 oder die Gegenbesuche des Brügger Cups (eine Schweizer Veranstaltung) zu absolvieren.

### Handball
Im Handball kann die TSG Haßloch auf eine lange, erfolgreiche Tradition zurückblicken; im ersten Jahrzehnt nach dem Ende des Zweiten Weltkriegs war der Verein im Handball Südwestdeutschlands bei den Männern das Maß aller Dinge.
Feldhandball
Im Feldhandball, der damals populäreren Variante der Sportart Handball, holte Haßloch von 1947 bis 1951 fünf Mal in Folge die Südwestdeutsche Meisterschaft, u. a. 1948 gegen TSV Rot-Weiss Lörrach nach 11-7 im Hin- und 11-11 im Rückspiel vor 5000 Zuschauern in Lörrach. Außerdem nochmals 1963 und 1975, insgesamt sieben Mal qualifizierte die TSG sich für die Teilnahme am Endrundenturnier um die Deutsche Feldhandball-Meisterschaft. Bereits vor dem Zweiten Weltkrieg war der Vorgängerverein VfL 1880 Haßloch erfolgreich und gewann 1938 den Meistertitel der Handball-Gauliga Südwest, sowie 1942 und 1944 den Meistertitel der Handball-Gauliga Westmark. Zweimal beteiligte sich eine Mannschaft am Internationalen Handball-Pfingstturnier um den Grenzlandpokal in Lörrach und wurde 1953 Turniersieger.
Auf die letzte Feldhandball-Regionalmeisterschaft 1975 folgt auch der größte sportliche Triumph der Haßlocher Handballer: Die TSG ist der einzige pfälzische Handballverein, der eine deutsche Meisterschaft im Männerhandball vorweisen kann: Sie wurde bei der Endrunde um die Deutsche Feldhandball-Meisterschaft 1975 letzter deutscher Feldhandballmeister. Nachdem die letzte Feldhandball-Bundesligarunde 1973 ausgetragen wurde, schrieb der Deutsche Handballbund für 1975 auch die letzte Deutsche Meisterschaft im Feldhandball aus. Über die Meisterschaft in der Regionalliga Südwest-Staffel Süd und der darauf folgenden Südwestmeisterschaft (Finale gegen den Vertreter der Nordgruppe, SV 1946 Crumstadt) gelangte die TSG in die Finalrunde, wo sie den süddeutschen Titelträger TSV Oftersheim knapp schlug. Am 10. August 1975 traf die Mannschaft aus Haßloch im Endspiel im Stadion Obernfelder Allee in Lübbecke auf den renommierten TuS Nettelstedt mit seinen Topspielern Herbert Lübking (139 Länderspiele), Heiner Möller (95 Länderspiele) und Milan Lazarević (Olympiasieger mit Jugoslawien). Mit 15:14 bezwangen die Haßlocher den großen Favoriten auf dessen eigenem Platz und wurden Deutschlands letzter Feldhandballmeister.
Hallenhandball
Im Hallenhandball, der sich zwischen 1950 und 1975 gegenüber dem Feldhandball als einzige Handballsportart durchsetzte, war Haßloch in dieser frühen Zeit auf regionaler Ebene noch erfolgreicher: 15 Jahre in Folge, zwischen 1947 und 1961, war die TSG Pfalzmeister, außerdem nochmals 1964, 13 Jahre in Folge Südwestdeutscher Meister (1948–1960), außerdem nochmals 1962. Damit war jeweils die Qualifikation zu den Endrundenturnieren um die Deutsche Meisterschaft verbunden: Mit 14 Endrunden-Teilnahmen ist die TSG Haßloch der am häufigsten qualifizierte aller deutschen Handballvereine. Größter Erfolg war dabei der dritte Platz in der Saison 1962.
Die 1. Männermannschaft der TSG Haßloch war Gründungsmitglied der 2. Bundesliga und spielt seit der Saison 2015/16 in der 3. Liga.
Nachwuchs
- Deutscher C-Jugendmeister 1991

### Leichtathletik
Das leichtathletische Programm ist seit der Gründung des Turn Verein 1880 Haßloch eines der wichtigsten Bestandteile des Vereinsbetriebes. Diese Aktivitäten mündeten unter anderem bereits 1925 im zweiten Platz von Heinrich Flott in der Disziplin Steinstoßen bei den Turnfestmeisterschaften in Hannover.
In den Dekaden nach dem Zweiten Weltkrieg bis in die 1990er Jahre war es den Leichtathleten der TSG Haßloch möglich vielerlei Pfalzmeisterschaften, Rheinlandpfalzmeisterschaften, Deutsche- und Europameisterschaften für sich zu entscheiden.
Ein wiederholtes Erwachen aus dem Dornröschenschlaf gelang den Leichtathleten und Rasenkraftsportler der TSG Haßloch im Zeitraum der 1990er bis Mitte 2020er Jahre mit dem damals neuen Abteilungsleiter Kurt Büttler. mit ihm als Fachtrainer Leichtathletik und Rasenkraftsport gelang der Rasenkraftsportgruppe eine Reihe von Erfolgen auf Landes und Bundesebene in den Wurfdisziplinen, auch Rasenkraftsport 1 Bundesliga.

## Aktuelle Angebote
In jüngster Vergangenheit hat sich gezeigt, dass die Nachfrage nach sportlichen Aktivitäten sich gegenüber den traditionellen Angeboten verändert hat.
Dabei sind neue Interessenten aufgetreten, die nicht aus dem klassischen „Sportvereinsbetrieb“ kommen und andere Bedürfnisse mitbringen.
Daher versucht die TSG Haßloch seit 2008/2009 mit einem wechselnden Kursangebot neue Adressaten anzusprechen:
- Powerboxing oder Dance Aerobic
- Wirbelsäulengymnastik mit Pilates Elementen
- progressive Muskelentspannung

Diese Angebote finden teilweise in den Vormittagsstunden statt – dabei teilweise mit Kinderbetreuung, sind zeitlich in Trainingseinheiten abgegrenzt und können vor allem ohne Vereinsmitgliedschaft genutzt werden.